# 程千里
程 千里（てい せんり、生年不詳 - 至徳2載（757年））は、唐代玄宗朝の軍人。西域で勲功を重ね、節度使に就任した。安史の乱でも唐側として活躍したが、捕らえられて殺された。

## 生涯
京兆の出身。身長が七尺あり、骨相は立派でたくましく、勇気と力に恵まれていた。勲功を重ね、安西節度使の夫蒙霊詧のもとで安西副都護に任じられた。この頃、夫蒙霊詧に高仙芝のことを讒言していたと伝えられる。
天宝7載（748年）、夫蒙霊詧の後任に高仙芝が任じられ、程千里の上司となった。高仙芝には「お前は男のような顔をしているが、心は女のようだ」と罵られるが、それだけで放免されている。天宝11載（752年）、御史中丞に就任する。
天宝12載（753年）、北庭都護を兼ね、安西・北庭節度使に任じられる。この時、突厥の阿布思が唐に反し、磧北に帰ってから何度も唐の辺境に攻め込んでいた。程千里は玄宗に討伐を命じられる。11月に磧西に進軍し、カルルク部族と呼応する。阿布思はカルルクに降伏する。程千里のもとに、カルルクから阿布思ら数千人が、捕らえられ送られてきた。このため、玄宗は程千里を称えた。
天宝13載（754年）、程千里は長安に赴いて阿布思たちを献上する。玄宗によって阿布思は処刑された。功によって、右金吾衛大将軍に任じられ、そのまま長安に留まった。天宝14載（755年）、安史の乱の勃発し、朝廷に河東で兵を集めることを命じられる。河東節度副使、雲中太守に任じられた。
至徳元載（756年）、上党郡長史に任じられ、上党郡を守備する。城に攻め込んだ安禄山軍を何度も破り、大勢を戦死させた。開府儀同三司・礼部尚書兼御史大夫に任じられた。
至徳2載（757年）、燕（安禄山の創始した王朝）軍の蔡希徳が城を囲み、軽騎で何度も挑戦してきた。程千里は勇猛さに任せて百騎を率いて出撃し、蔡希徳を戦って捕らえようとした。敵の援軍が来たために退却したが、途上で橋が壊れて墜落して捕らえられてしまう。程千里は従騎に「これは天命だ！軍を失っても、城を失うなと伝えてくれ」と告げたと伝えられる。軍人たちは、これを聞いて泣いて城の守りを厳しくしたために、燕軍は上党郡を落とせなかった。
程千里は洛陽に送られ、安慶緒に特進に任じられた上で幽閉された。安慶緒の洛陽放棄の際にその配下の厳荘に殺された。生きて捕らえられたままであったため、朝廷に追贈はされていない。

## 伝記資料
- 『旧唐書』巻百八十七下 列伝第百三十七下「忠義下・程千里伝」
- 『新唐書』巻百九十三 列伝第百十八「忠義下・程千里伝」